# Верховный суд Молдовы

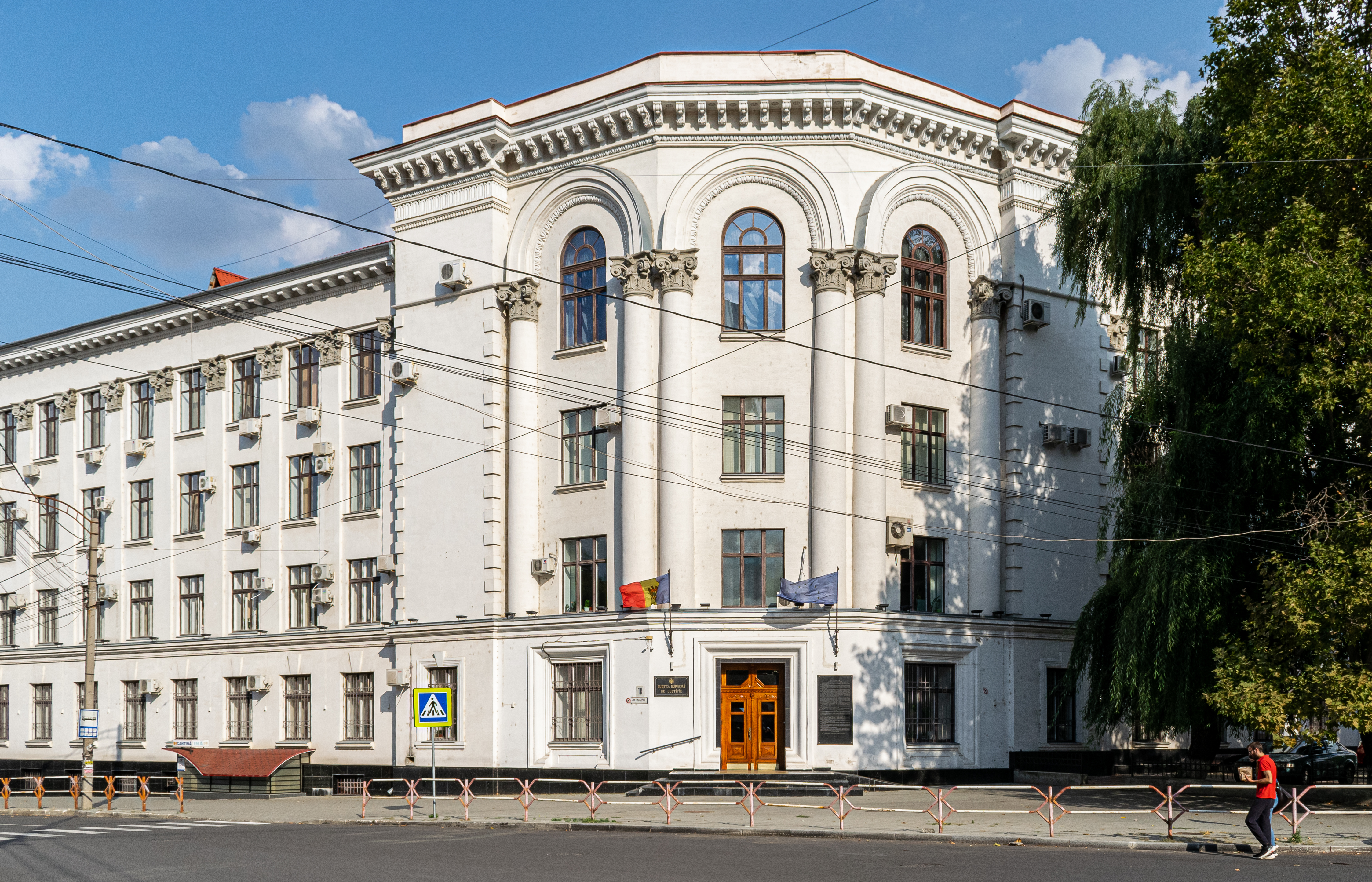
Здание Верховного суда Молдавии (Кишинёв, ул. Петру Рареша, 18)

Верховный суд Республики Молдова (рум. Curtea Supremă de Justiție a Republicii Moldova), иначе Высшая судебная палата Республики Молдова — высший судебный орган в Республике Молдова.

## Функции
В основе деятельности Верховного суда лежат общие принципы права. Целью работы являются: устранение фактических ошибок путём толкования, анализа и стандартизации судебной практики; обеспечение правомерности и единообразия применения законодательства всеми судами; разрешение споров, возникающих при применении законов; гарантия ответственности государства перед гражданином и гражданина перед государством.

## Деятельность
Верховный суд организован и действует на основании ст. 114—121 Конституции Республики Молдова, а также на основании Закона «О Высшей судебной палате» от 26 марта 1996, других законов, а также положения «О организации и функционировании Верховного суда», утверждённого постановлением пленума Верховного суда от 24 октября 2003 № 34.
Деятельность Верховного суда определяется юрисдикцией и особыми функциями суда в иерархии судебной системы. Функции суда сосредоточены на руководстве судами для применения и толкования законов в области правосудия и юриспруденции.
При определении компетенции Верховного суда учитывается принцип разграничения полномочий. В соответствии с правилами организации и процедуры судебного процесса, полномочия Верховного суда распространяются на гражданские и административные, экономические и уголовные процессы.

## Компетенция дел Верховного суда
- Рассмотрение дел, отнесённых законом к своей компетенции.
- Рассмотрение в качестве кассационной инстанции обращений об отмене судебных решений на условиях и по причинам, предусмотренным законом.
- Разрешение конфликтов между судами нижестоящих инстанций.
- Разрешение на передачу рассмотрений дел из одного суда в другой.
- Уведомление Конституционного суда с целью определения конституционности правовых актов.
- Обобщение практики рассмотрения дел, принятие и разъяснение решений относительно единообразного применения норм права.
- Изучение информации о деятельности нижестоящих судов о исполнении ими правосудия.
- Оказание методической помощи судьям по вопросам правоохранительной деятельности.
- Осуществление в пределах своей компетенции полномочий, исходящих из международных договоров, участником которых является Республика Молдова.

## Структура Верховного суда

### Состав
Верховный суд состоит из председателя, трёх заместителей председателя, являющихся одновременно председателями соответственно Коллегии по гражданским и административным делам, Коллегии по экономическим делам и Коллегии по уголовным делам, и 45 судей (трое из которых исполняют одновременно функцию заместителя председателя коллегии) осуществляющих свою деятельность в составе коллегий и Пленума Верховного суда.
В Верховном суде действуют семь судей-ассистентов. Каждому из судей Верховного суда помогает референт, осуществляющий свою деятельность в соответствии с положениями статьи 47 Закона о судоустройстве № 514-XIII от 6 июля 1995.
В составе Верховного суда действуют аппарат Председателя Верховного суда, управление обобщения судебной практики и анализа судебной статистики, управление учёта законодательства и информатики, управление судебного делопроизводства, управление документации и административно-хозяйственное управление.
При Верховном суде действует Научно-консультативный совет, состоящий из учёных и практиков в области юриспруденции.

### Председатель
Председатель Верховного суда осуществляет следующие полномочия:
- Созывает заседания Пленума Верховного суда и председательствует на них, председательствует в составе суда, обеспечивает исполнение принятых решений.
- Назначает судей Верховного суда, ответственных за подготовку докладов по рассматриваемым Пленумом делам.
- Координирует работу расширенной коллегии Верховного суда, назначает судей Верховного суда и судей-ассистентов, ответственных за подготовку докладов по наиболее сложным делам, рассматриваемым коллегиями.
- Координирует работу по обобщению судебной практики и анализу судебной статистики, вносит Пленуму предложения о вынесении разъяснительных решений.
- Представляет Верховный суд в отношениях с другими органами публичной власти и общественными организациями как внутри страны, так и за рубежом.
- Осуществляет иные полномочия, предусмотренные законом.

### Коллегии
В Верховном суде действуют Коллегия по гражданским и административным делам, Коллегия по экономическим делам, Коллегия по уголовным делам, расширенная коллегия и другие коллегии, создаваемые Пленумом Верховного суда по категориям дел. Коллегия по гражданским и административным делам, Коллегия по экономическим делам и Коллегия по уголовным делам действуют постоянно. Расширенная коллегия создается по необходимости в предусмотренных законом случаях. Руководство коллегиями, за исключением расширенной, осуществляется председателями коллегий и их заместителями.

### Судьи
Судьи Верховного суда назначаются на должность Парламентом Республики Молдова по представлению Высшего совета магистратуры в 30-дневный срок со дня регистрации представления в Парламенте.
На должность председателя и заместителей председателя Верховного суда назначаются судья Верховного суда, отобранные на основе конкурса, организованного Высшим советом магистратуры.
Судьи назначаются на должность до достижения ими предельного возраста в 65 лет.

### Пленум
Пленум Верховного суда действует в составе всех судей под руководством Председателя Верховного суда. В заседаниях Пленума могут участвовать, в зависимости от предмета обсуждения, министр юстиции или Генеральный прокурор.

## Председатели Верховного суда
- Валерия Штербец (2001 — 2 марта 2007)
- неизвестно
- Михаил Поалелунжь (2012—2018)
- Ион Друцэ (25 апреля 2018 — 13 декабря 2019)